# 武子直輝
武子 直輝（たけし なおき、1993年3月28日 - ）は、日本の俳優。東京都出身。エイベックス・マネジメントに所属。

## 略歴
- 祖父母がオーディション用紙を事務所に送ったことにより小学2年生より活動開始[2]。
- 中学一年の時に一度引退するが、18歳の時にバイト先のカメラ屋でスカウトされた[2]。

## 人物
- 趣味:料理・カメラ・バイク・TVゲーム・ゴルフ・デジモンカードゲーム[1]
- 特技:料理・バドミントン[1]、意味のない無駄な言葉でブログの行数を稼ぐ[3]
- エイベックス・マネジメント内で設立されている、写真部[4]・納豆部[5]に所属している(ともに副部長)。
- 「ぬくなーる」の生みの親[6][7]。

## 出演

### テレビドラマ
- さわやか3組 2002年度（2002年12月11日・2003年3月12日、NHK教育）[8]
- 藤田宜永サスペンス 異端の夏（2003年1月22日、テレビ東京・BSジャパン）[8]
- 幸福の王子（2003年7月2日 - 9月10日、日本テレビ）[8]
- 美少女戦士セーラームーン（2003年10月4日 - 2004年9月25日、CBC）- 月野進悟 役[8]
- 愛情イッポン!（2004年7月10日 - 9月18日、日本テレビ）[9]
- 甘王の共感スクール（2013年4月2日 - 9月24日、テレビ朝日）- 伊吹拓磨 役[8]
- 絶狼〈ZERO〉 -BLACK BLOOD-（2014年3月、CS放送ファミリー劇場）- 魔戒法師・カイン 役[8][10]
- 仮面ライダードライブ 第23-24話（2015年3月22日 - 2015年4月5日、テレビ朝日） - 茂木拓郎 役[8][10]
- トランジットガールズ 第1話（2015年11月、フジテレビ）- 今井猛 役[8][10]
- 牙狼〈GARO〉-魔戒烈伝- 第5話（2016年5月、テレビ東京 他）- 魔戒法師・カイン 役[8][10]
- ハンサムセンキョ（2020年10月 - 12月、テレビ神奈川）- 主演・天童勇樹 役[8][10]
- スタジオより愛をこめて（2022年7月2日、7月9日 - 20日、中京テレビ） - 番組D 三上 役[11][8]
- ときめき爆弾（2024年12月2日 - 2025年2月16日、テレビ愛知） - 合田武則 役[12]

### テレビ番組
- オガッタ!?（2017年10月13日 - 2022年6月24日、仙台放送）[10]

### 映画
- 絶狼〈ZERO〉-BLACK BLOOD-（2014年3月、東北新社）- 魔戒法師・カイン 役
- 女子高（2016年3月、ユナイテッドエンタテインメント）- 北村純也 役[13][10]
- 映画刀剣乱舞-継承-（2019年1月）- 同田貫正国 役（特別出演）[10]
- 100秒の拳王 -ケンカバトルロワイアル-（2024年9月、SDP）- 松本幸太郎 役[14]

### 舞台
2015年
- 仮面ティーチャーミュージカル〜SILVER MASK〜（9月16日 - 10月4日、梅田芸術劇場 シアタードラマシティ 他）

2016年
- ハイパープロジェクション演劇『ハイキュー!!』シリーズ - 海信行 役
  - "烏野、復活！"（10月28日 - 12月4日、AiiA 2.5 Theater Tokyo 他）

2017年
- 舞台『私のホストちゃん〜REBORN〜』（1月11日 - 2月2日、サンシャイン劇場 他 - 拓磨 役
- Flying Trip vol.12 『ブラックダイス』（4月20日 - 24日、東池袋・あうるすぽっと）
- SOLID STAR プロデュース vol.9『ミニチュア!!〜フリーペーパーのナイス街〜』（3月8日 - 12日、六本木俳優座劇場） - 野田啓 役
- Asterism vol,4『The Last Song』（5月17日 - 22日、シアターグリーンBox in Box）
- SOLID STAR プロデュース vol.10『仁義ある宴会』（7月12日 - 17日、新宿シアターサンモール）
- ハイパープロジェクション演劇『ハイキュー!!』シリーズ - 海信行 役
  - "進化の夏"（9月8日 - 10月29日、TOKYO DOME CITY HALL 他）

- 舞台『刀剣乱舞』シリーズ - 同田貫正国 役
  - 外伝 此の夜らの小田原（11月23日、小田原城 天守閣前特設野外ステージ）
  - ジョ伝 三つら星刀語り（12月15日 - 29日、TOKYO DOME CITY HALL 他）

2018年
- GEKIIKE本公演『漆黒の戰花』（1月17日 - 28日、新宿村LIVE）- 神永伊織 役
- SOLID STAR プロデュース vol.13『わが家の最終的解決』（3月28日 - 4月1日、新宿シアターサンモール）- フリッツ＝アインハルト役
- 舞台『若様組まいる〜アイスクリン強し〜』（4月27日 - 5月6日、サンシャイン劇場）- 相馬格乃進 役
- 舞台『ひらがな男子』（7月20日 - 29日、AiiA 2.5 Theater Tokyo） - ち 役
- 舞台『おおきく振りかぶって 夏の大会編』（9月6日 - 30日、サンシャイン劇場 他）- 倉田岳史 役
- 舞台『熱血硬派くにおくん 乱闘演舞編』（11月21日 - 25日、全労済ホール スペース・ゼロ） - ひろし 役
- Flying Trip Vol.14『アンチイズム』（12月12日 - 20日、東池袋・あうるすぽっと）

2019年
- 舞台『忍び、恋うつつ』（1月18日 - 27日、新宿村LIVE） - 由利鎌清 役
- ハイパープロジェクション演劇『ハイキュー!!』シリーズ - 海信行 役
  - "東京の陣"（4月5日 - 5月6日、TOKYO DOME CITY HALL 他）

- 舞台『刀剣乱舞』慈伝 日日の葉よ散るらむ（6月14日 - 8月4日、品川プリンスステラボール 他）- 同田貫正国 役
- あんさんぶるスターズ ! エクストラ・ステージ 〜Destruction×Road〜（8月22日 - 9月28日、梅田芸術劇場メインホール 他）- 鬼龍紅郎 役
- ミラクル☆ステージ『サンリオ男子』〜ハーモニーの魔法〜（11月8日 - 17日、品川プリンスホテル クラブeX）- 緒方尊比古 役

2020年
- 舞台『バレンタイン・ブルー』（2月18日 - 25日、博品館劇場）- 三沢研 役
- 斬劇『戦国BASARA』豊臣滅亡（4月10日 - 26日、品川ステラボール 他）- 伊達政宗 役※全公演中止
- ゲキ×メン『絶響MUSICA THE STAGE』（7月8日 - 13日、俳優座劇場）- 銀の語り手 役（9.10日ゲスト出演）
- 刀剣乱舞 大演練　※公演中止。配信（刀剣乱舞 大演練 ～控えの間～）のみ（8月11日）
- PLATTO朗読劇 『透明な檻』（8月23日）
- ハイパープロジェクション演劇『ハイキュー!!』シリーズ - 海信行 役
  - "ゴミ捨て場の決戦"（10月31日 - 12月13日、TOKYO DOME CITY HALL 他）

2021年
- 朗読劇『5 years after』ver.3 〜J-T-N〜（1月26日 - 1月31日、赤坂RED/THEATER）- 水川啓人 役
- あんさんぶるスターズ ! エクストラ・ステージ 〜Meteor Lights〜（4月10日 - 5月16日、天王洲 銀河劇場 他）- 鬼龍紅郎 役
- ミラクル☆ステージ『サンリオ男子』 〜KAWAII Evolution〜（7月15日 - 25日、品川プリンスホテル クラブeX / 7月30日 - 8月1日、京都劇場 ） - 緒方尊比古 役
- Paradox Live on Stage（9月9日 - 12日、品川プリンスホテル ステラボール / 9月16日 - 9月19日、シアタードラマシティ）- 翠石依織 役 ※大阪公演中止
- 青山オペレッタ THE STAGE 〜ルーナ・ピエナ / 満ちる月〜（10月9日 - 12日、渋谷区文化総合センター大和田 さくらホール）- 横澤寿泉 役
- 『僕のヒーローアカデミア』The “Ultra” Stage 本物の英雄 PLUS ULTRA ver.（12月3日 - 12日、TOKYO DOME CITY HALL /12月24日 - 12月26日、京都劇場） - 飯田天哉 役

2022年
- 舞台『夜明けのうた』（1月13日 - 16日、渋谷区文化総合センター大和田 さくらホール）- 利夫 役
- 『僕のヒーローアカデミア』The “Ultra” Stage 平和の象徴（4月9日 - 10日、KAAT神奈川芸術劇場 /4月22日 - 4月24日、メルパルクホール大阪 /4月29日 - 5月8日、TOKYO DOME CITY HALL）- 飯田天哉 役
- Flying Trip vol.18『ギミトリックバード』（7月13日 - 21日、こくみん共済 coop ホール / スペース・ゼロ）- 沖田秀人 役
- Paradox Live on Stage THE LIVE 〜cozmez×悪漢奴等〜（7月30日、豊洲PIT）- 翠石依織 役
- イマーシブシアター「スタジオより愛をこめて」（9月15日 - 20日、中京テレビ）- 番組D 三上 役
- 舞台 魁!!男塾 2022（10月7日 - 11日、渋谷区文化総合センター大和田 伝承ホール）- 主演・剣桃太郎 役
- 青山オペレッタ THE STAGE 2周年記念スペシャル・レヴューショー！（10月28日 - 31日、シアター1010）- 横澤寿泉 役
- ミュージカル『ウインドボーイズ！』（12月22日 - 27日、シアター1010）- 鳥羽谷空里 役
- STAGE FES 2022-2023（12月31日、TACHIKAWA STAGE GARDEN）- 翠石依織 役

2023年
- ハイブリッド・イマーシブシアター「同窓会〜優しくて残酷な彼を偲んで〜」（1月11日 - 15日、東京・マリーグラン赤坂）- 片城みそぎ 役 ※13日のみ出演
- Paradox Live on Stage vol.2（3月9日 - 19日、品川プリンスステラボール）- 翠石依織 役
- 『あんさんぶるスターズ ! THE STAGE』-Party Live-（3月25日 - 26日、ぴあアリーナMM 他）- 鬼龍紅郎 役
- 『僕のヒーローアカデミア』The “Ultra” Stage 最高のヒーロー （4月29日 - 5月7日、銀河劇場/5月12日 - 14日、AiiA 2.5 Theater Kobe/5月19日  - 21日、日本青年館ホール）- 飯田天哉 役
- 舞台『刀剣乱舞』七周年感謝祭 -夢語刀宴會-（ゆめがたりかたなのうたげ）（8月4日 - 6日、幕張メッセ 幕張イベントホール）- 同田貫正国 役
- ブラッククローバー the Stage（9月14月 - 18日、シアター1010 / 9月22日 - 24日、KAAT神奈川芸術劇場） - ユノ 役
- 『東京カラーソニック!!』the Stage Vol.2（11月10日 - 19日、天王洲 銀河劇場） - 小宮山嵐 役
- STAGE FES 2023-2024（12月31日、TACHIKAWA STAGE GARDEN ）- 翠石依織 役

2024年
- 舞台『バンク・バン・レッスン』（2月7日 - 11日、シアター・アルファ東京）
- Experimental Theater『結合男子』（5月7日 - 13日、日本青年館ホール/5月17日 - 19日、COOL JAPAN PARK OSAKA WWホール） - 清硫⼗六夜 役
- Paradox Live on Stage THE LIVE ～All ARTISTS～（2024年7月27日 ‐ 28日、品川プリンスホテル ステラボール）- 翠石依織 役 
- 舞台『夢職人と忘れじの黒い妖精』（8月2日 - 12日、シアターH） - 主演・クロウ 役
- 『戦隊大失格』ザ・ショー（9月11日 - 16日、シアターGロッソ） - レッドキーパー（赤刎創星） 役
- 宮下貴浩×私オム プロデュース 第8回公演 舞台『月農』（10月9日 - 19日、新宿シアターサンモール）- 吉田星 役

2025年
- 舞台『桃源暗鬼』-練馬編-（1月4日 - 19日、天王洲 銀河劇場） - 桃巌深夜 役
- 舞台『魔道祖師』邂逅編（3月22日 - 30日、シアターH / 4月4日 - 6日、京都劇場） - 金子軒 役
- 舞台『99』（5月10日 - 18日、こくみん共済 coop ホール/スペース・ゼロ） - セブン 役
- 朗読劇『明日の卒業生たち』  (6月12日 - 21日、彩の国さいたま芸術・小ホール） - 上島大和 役　※出演日 6月12日・6月15日　計3公演
- 『Paradox Live Dope Space Express』 (6月14日、横浜BUNTAI） - 翠石依織 役
- 『Persona3 Lunation the Act』（7月6日 - 13日、シアターGロッソ） - 伊織順平 役
- 激情バニッシュ演劇『咎狗の血』（8月10日 - 24日、新宿FACE） - n 役

### ネット配信
- めしあがれ！なおき食堂（2021年10月 - 2025年3月　※休止中、NATSLIVE　※旧cookpadLive）[80]
- 佐奈宏紀『サナレッジ』（2022年4月16日 - 2023年6月27日、ニコニコチャンネル）
- 武子直輝とゲームしようぜ！(2023年11月-、OPEN REC.tv)

### CM
- 花王 フレアフレグランス「恋の予感」篇（2014年）[10]
- DHC ポアナシリーズ 近付く勇気編（2015年）[10]
- ユニバーサル・スタジオ・ジャパン バイオハザード（2015年）[10]
- ユニバーサル・スタジオ・ジャパン デスノート脱出ゲーム（2016年）[10]
- 【WEB CM】 みんなで遊ぼう!『メガドライブ ミニ』(2019年12月17日公開)[81][10]
- 花王 フレアフレグランス（2019年）[10]

### イベント
- 340スズキpresents vol.44「武子祭」（2014年7月4日、ネイキッドロフト）
- 武子直輝 25th Birthday Event（2018年4月7日、IVYホール）
- 武子直輝 1st DVD「Start!」先行発売イベント（2019年2月23日、快・決いい会議室）
- 『武子直輝ファンクラブ会員限定！開設記念Party』〜FCとか嬉しすぎて涙です〜（2019年12月22日、GraFica）
- 武子直輝 #テレミ（2020年7月8・11・12日）[82]※オンラインイベント

#### その他イベント
- Chubbiness Guest Live in JOL原宿（2016年5月24日、JOL原宿）[83]
- オガッタ関連
  - オガステ!? ～オガメンと愉快なオガ民たち～（2018年1月9日、全2公演）
  - オガステ!?2 ～オガりはつらいよ　フーテンのオガルゼウス～（2018年5月12日、全3公演）
  - オガステ!?3 ～うぇいうぇいうぇいからきょんばんうぃ～ゆ～（2018年10月5日 - 6日、全4公演）
  - オガステ!?4 ～タイ マラソン 大阪 オガソン♪ やることいっぱいで どうしよ平八郎の乱～（2019年2月10日 - 11日、全3公演）
  - オガステ!?5 ～OGA ROCK FESTIVAL`19～（2019年8月17日-18日全3公演）
  - オガステ!?6 ～オ賀正！ゆくオガ くるオガ～（2020年1月4日-5日、全3公演）
  - オガステ!?7 ～OGA ROCK FESTIVAL2020～（2020年9月20-22日、全5公演）
  - オガステ!?8 ～OGA POP FES.2021～（2021年6月26-27日、全3公演）
  - オガステ!?9 ～KING OF OGATTA～NO.1 オガメン決定戦～（2022年3月4日、全5公演）
  - オガステ!?10 ～ファイナルSTAGE～（2022年11月25日～27日）
- ACTORS☆LEAGUE
  - in Games 2022（2022年5月2日、幕張イベントホール）[84][85]
  - in Games 2023（2023年6月19日、日本武道館）[86]
  - in Games 2024（2024年6月11日、幕張イベントホール）
  - in Games 2025（2025年6月10日、東京ガーデンシアター）[87]
  - in Futsal 2025（2025年10月7日〈予定〉、東京体育館 メインアリーナ）[88]
- Octolibre結成記念公開本読みイベント（2025年7月19日、目黒中小企業センターホール）[89]

## 作品

### DVD
- 武子直輝 1st DVD『Start!』（2019年2月25日、MEN'S SCROLL）

### 参加作品CD
- 「オガッタ!?」-「OGA SONGｓ」[90]（2019年9月）
- 「オガッタ!?」-「OGA SONGｓ Ⅱ」[91](楽曲:夏の物語-作詞.作曲:武子直輝[92])（2020年12月）
- 「オガッタ!?」-「OGA SONGｓ BEST」(作詞:高野洸、武子直輝、寺山武志)（2022年11月）

### 楽曲
- 『竜神戦隊ドラゴンキーパー』（歌唱：武子直輝）『戦隊大失格』ザ・ショー　テーマソング

## 書籍

### 電子書籍
- 週刊 武子直輝 vol.1 - vol.4（2014年5月9日、月刊デジタルファクトリー）
- 武子直輝　推しメンＦｉｌｅ【全１００Ｐ】　ヤンマガデジタル写真集（2024年2月23日、講談社)